# Lemellefa
Lemellefa (łac. Diocesis Lemellefensis) – stolica historycznej diecezji w Cesarstwie rzymskim, w prowincji Mauretania Sitifense, zlikwidowana w VII w. podczas ekspansji islamskiej, współcześnie w północnej Algierii. Obecnie katolickie biskupstwo tytularne.

## Biskupi
| Lp. | Biskup                            | Funkcja                                | Od               | Do              |
| --- | --------------------------------- | -------------------------------------- | ---------------- | --------------- |
| 1   | Juvenal Roriz                     | biskup-prałat Rubiataby (Brazylia)     | 15 sierpnia 1967 | 5 maja 1978     |
| 2   | Serafim de Sousa Ferreira e Silva | biskup pomocniczy Bragi (Portugalia)   | 30 kwietnia 1979 | 7 maja 1987     |
| 3   | Manuel Pelino                     | biskup pomocniczy Porto (Portugalia)   | 19 grudnia 1987  | 27 czerwca 1998 |
| 4   | Ernesto Vecchi                    | biskup pomocniczy Bolonii (Włochy)     | 18 lipca 1998    | 28 maja 2022    |
| 5   | Josef Stübi                       | biskup pomocniczy Bazylei (Szwajcaria) | 20 grudnia 2022  |                 |